# Tersilochus apicator
Tersilochus apicator är en stekelart som beskrevs av Andrey Ivanovich Khalaim 2007. Tersilochus apicator ingår i släktet Tersilochus och familjen brokparasitsteklar. Inga underarter finns listade i Catalogue of Life.